# من تو را برای ارتش آمریکا میخواهم (پوستر)
من تورا برای ارتش آمریکا می‌خواهم پوستری است که در جنگ جهانی اول (۱۹۱۷) توسط جیمز مونتگومری فلگ برای تبلیغات آمریکا و جذب ارتش داوطلب منتشر شد. این پوستر به نماد آمریکا در جنگ جهانی اول تبدیل شد.